# Station Saint-Dié-des-Vosges
Station Saint-Dié-des-Vosges is een spoorwegstation in de Franse gemeente Saint-Dié-des-Vosges.

## Treindienst
| Serie      | Treinsoort | Route                                                                           | Bijzonderheden |
| ---------- | ---------- | ------------------------------------------------------------------------------- | -------------- |
| TER 831800 | TER (SNCF) | Strasbourg-Ville – Entzheim-Aéroport – Molsheim – Rothau – Saint-Dié-des-Vosges |                |